# 大澤誠 (農林水産官僚)
大澤誠（おおさわ まこと、1961年2月21日 - ）は、日本の農水官僚。農林水産審議官を経て、駐ニュージーランド、クック諸島兼ニウエ特命全権大使。

## 人物
東京都出身。東京大学法学部第3類（政治コース）卒業後の1984年農林水産省入省。国際交渉に関するポストが多く、経済協力開発機構出向、林野庁林政部森林組合課課長補佐、大臣官房予算課課長補佐等を経て2007年大臣官房国際部国際経済課長。経営局協同組織課長、大臣官房食料安全保障課長、大臣官房政策課長などを経て2013年国際部長。2016年経営局長、2019年農林水産審議官、2021年退職、農林中央金庫エグゼクティブ・アドバイザー。2024年駐ニュージーランド特命全権大使。2024年3月から駐クック諸島特命全権大使も兼ねる。2024年4月から駐ニウエ特命全権大使も兼ねる。

## 略歴
- 国家公務員上級甲種試験（法律）合格
- 1984年4月  農林水産省入省  農蚕園芸局総務課[7]
- 1988年～1990年 - フランス留学[8]
- 1990年7月 - 農林水産省大臣官房文書課法令審査官
- 1993年9月 - 農林水産省大臣官房文書課付
- 1994年2月 - 外務省経済協力開発機構日本政府代表部二等書記官
- 1994年4月 - 外務省経済協力開発機構日本政府代表部一等書記官
- 1996年8月 - 農林水産省大臣官房秘書課付
- 1996年9月 - 林野庁林政部森林組合課課長補佐（総務班担当）
- 1997年4月 - 農林水産省大臣官房予算課課長補佐（予算編成班担当）
- 1998年4月 - 農林水産省大臣官房予算課課長補佐（予算調整）
- 2000年4月 - 食糧庁総務部総務課調査官
- 2003年7月 - 農林水産省総合食料局食料企画課付
- 2003年9月 - 外務省在ジュネーブ国際機関日本政府代表部参事官
- 2007年1月 - 農林水産省大臣官房国際部国際経済課長
- 2008年8月 - 農林水産省経営局協同組織課長
- 2009年5月 - 農林水産省大臣官房食料安全保障課長
- 2010年7月 - 農林水産省大臣官房政策課長
- 2013年4月 - 農林水産省大臣官房参事官（環境・国際）
- 2013年7月 - 農林水産省大臣官房国際部長 兼 内閣官房内閣審議官（内閣官房副長官補付） 兼 内閣官房TPP政府対策本部員（～2016年6月）
- 2015年8月 - 農林水産省大臣官房総括審議官（国際）
- 2016年6月 - 農林水産省経営局長
- 2019年 - 農林水産審議官
- 2021年 - 退職、農林中央金庫エグゼクティブ・アドバイザー
- 2024年 - ニュージーランド国駐箚 特命全権大使[5][1]
- 2024年3月 - 兼 クック国駐箚[9]
- 2024年4月 - 兼 ニウエ国駐箚[6]

## 同期
枝元真徹（事務次官）、佐藤速水（農村振興局長、東大経）、水田正和（生産局長）、塩川白良（食料産業局長、東大農経）など。